# Grubosz jajowaty
Grubosz jajowaty, grubosz owalny, grubosz srebrzysty, drzewko szczęścia, drzewko pieniężne (Crassula ovata (P. Mill.) Druce) – gatunek rośliny z rodziny gruboszowatych. Najpopularniejszy w uprawie przedstawiciel swego rodzaju. Pochodzi z Afryki Południowej.

## Morfologia
PokrójW warunkach naturalnych bylina o wysokości do 4 m, w uprawie doniczkowej dorasta zwykle do 1 m. Rośnie wolno, ale stale. W ciągu roku może wydłużyć pędy o kilka centymetrów.
LiścieLiście mięsiste, magazynujące wodę, naprzeciwległe. Błyszczące, jajowate, żywozielone, czasem z czerwonym brzegiem lub spodem.
KwiatyDrobne, białe lub różowe, 5-krotne. Pojawiają się na końcach pędów tylko u okazów starszych u nas w okresie jesienno-zimowym. W uprawie tylko u okazów rosnących w dobrze oświetlonym miejscu.
Gatunek podobnyGrubosz jajowaty jest często w Polsce mylony z gruboszem drzewiastym, znacznie rzadziej spotykanym w uprawie. Grubosz drzewiasty ma podobny pokrój, różni się okrągławymi, a nie owalnymi liśćmi o srebrzysto-niebieskim kolorze, bez połysku.

## Zmienność
W uprawie spotykane są kultywary o specyficznych kształtach lub barwach liści. Do najczęściej spotykanych należą odmiany  'Gollum'  i  'Hobbit' o liściach cylindrycznych z wgłębieniami na końcach, rzadziej spotyka się odmiany o liściach barwnych, np.  'Tricolor'.

## Zastosowania
Roślina ozdobnaPopularna roślina doniczkowa. Efektowna, a przy tym mało wymagająca. Idealna także dla wielbicieli dalekowschodniej sztuki skarlania drzew i krzewów. Już mała sadzonka ma wygląd bonsai.

## Uprawa
WymaganiaPreferuje gleby piaszczysto-gliniaste. Dobrze znosi suche powietrze. Lubi światło, ale jeżeli jest ustawiony w ostrym, letnim słońcu, liście lekko żółkną i marszczą się. W takich wypadkach rośliny należy zacieniać. Dobrym stanowiskiem są dobrze oświetlone parapety okienne. Najlepiej rośnie w temperaturze 25-30 °C, znosi też dobrze temperatury o kilka stopni wyższe lub niższe. Korzystne dla rozwoju rośliny są oziębienia temperatur nocą o ok. 10 °C, co przypomina naturalne warunki panujące w Afryce. Zimą należy uważać, żeby roślina nie ucierpiała od mroźnego powietrza podczas wietrzenia mieszkania. Latem dobrze jest roślinę wynosić na balkon lub nawet zakopać z doniczką w ogrodzie. Zimą należy ją przenieść do chłodniejszego, jasnego pomieszczenia. Nie należy umieszczać blisko grzejników. Wymaga przepuszczalnego podłoża z dużą domieszką gruboziarnistego piasku wzbogaconego dodatkiem żyznej ziemi liściowej, bez dodatku torfu. W doniczce musi się znajdować gruba warstwa drenażu na dnie.
PielęgnacjaRoślina wymaga obfitego podlewania, przy czym z kolejnym podlewaniem należy czekać do całkowitego wyschnięcia ziemi. Nadmierne podlewanie jest podstawową przyczyną niepowodzeń uprawowych. Wymaga nawożenia raz lub dwa razy w roku – wiosną i wczesnym latem. Pomiędzy tymi zabiegami możemy posypać powierzchnię ziemi w doniczce suchym krowieńcem, co da w efekcie zdrowe, ładnie ubarwione liście. Wymaga przesadzania tylko wtedy, gdy korzenie nie mieszczą się w doniczce. Zabieg można wykonać o dowolnej porze roku. Starsze egzemplarze pozostawia się w spokoju i nie przesadza w ogóle, tylko na wierzch ziemi wystarczy dosypać co jakiś czas trochę świeżego, żyznego podłoża.
RozmnażanieRozmnaża się z sadzonek zielnych pobranych wiosną lub latem.

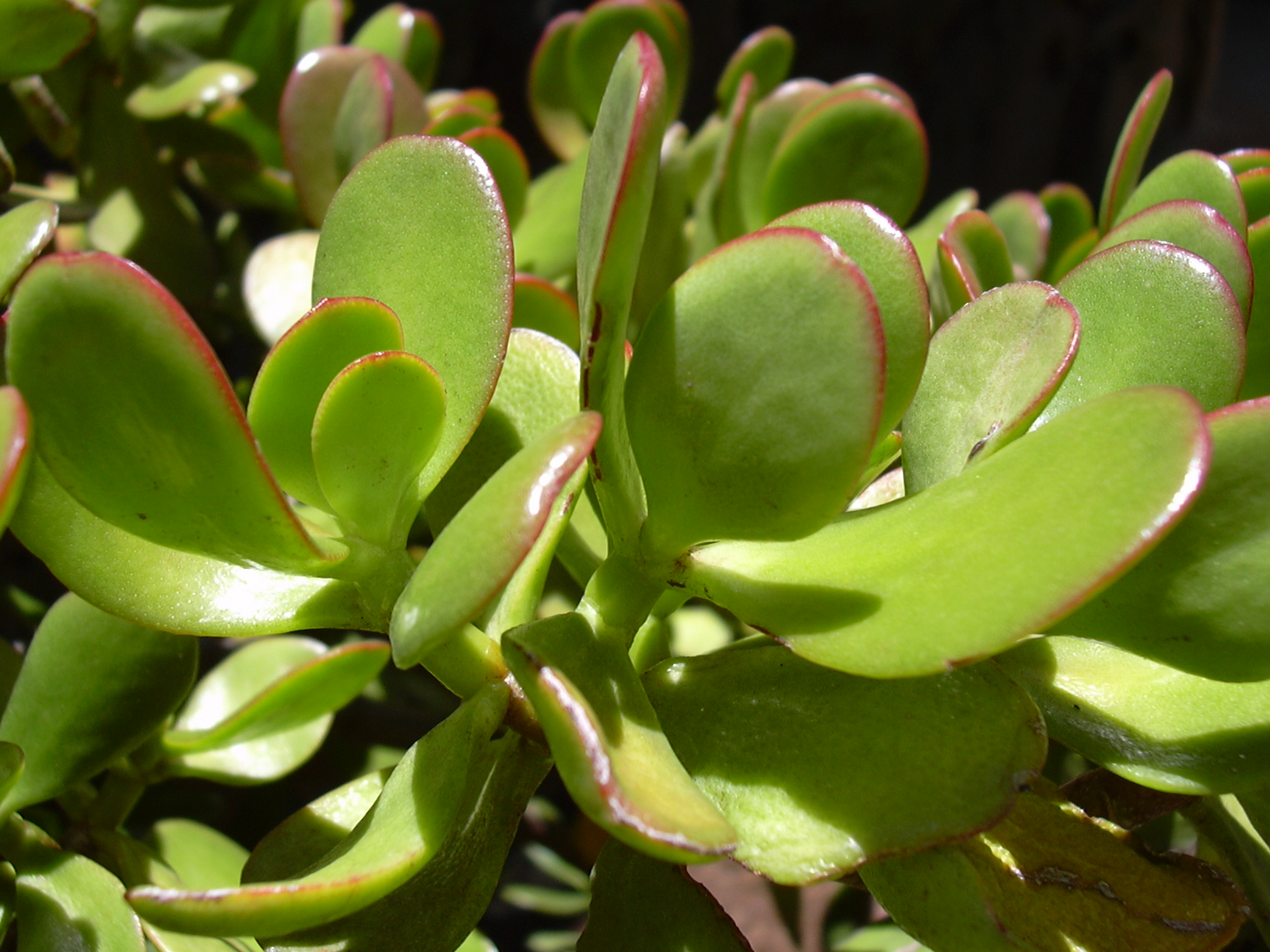
Liście
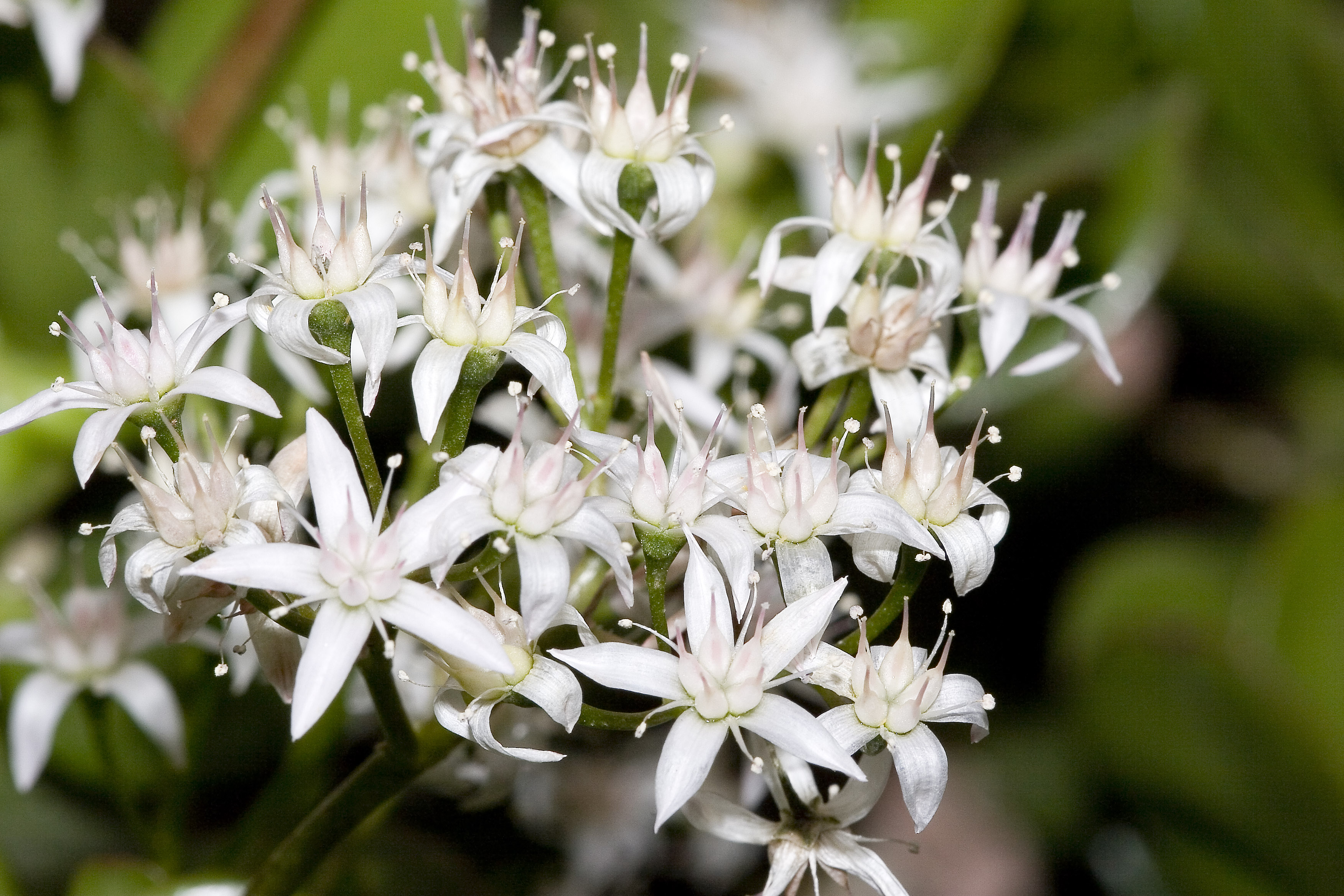
Kwiatostan
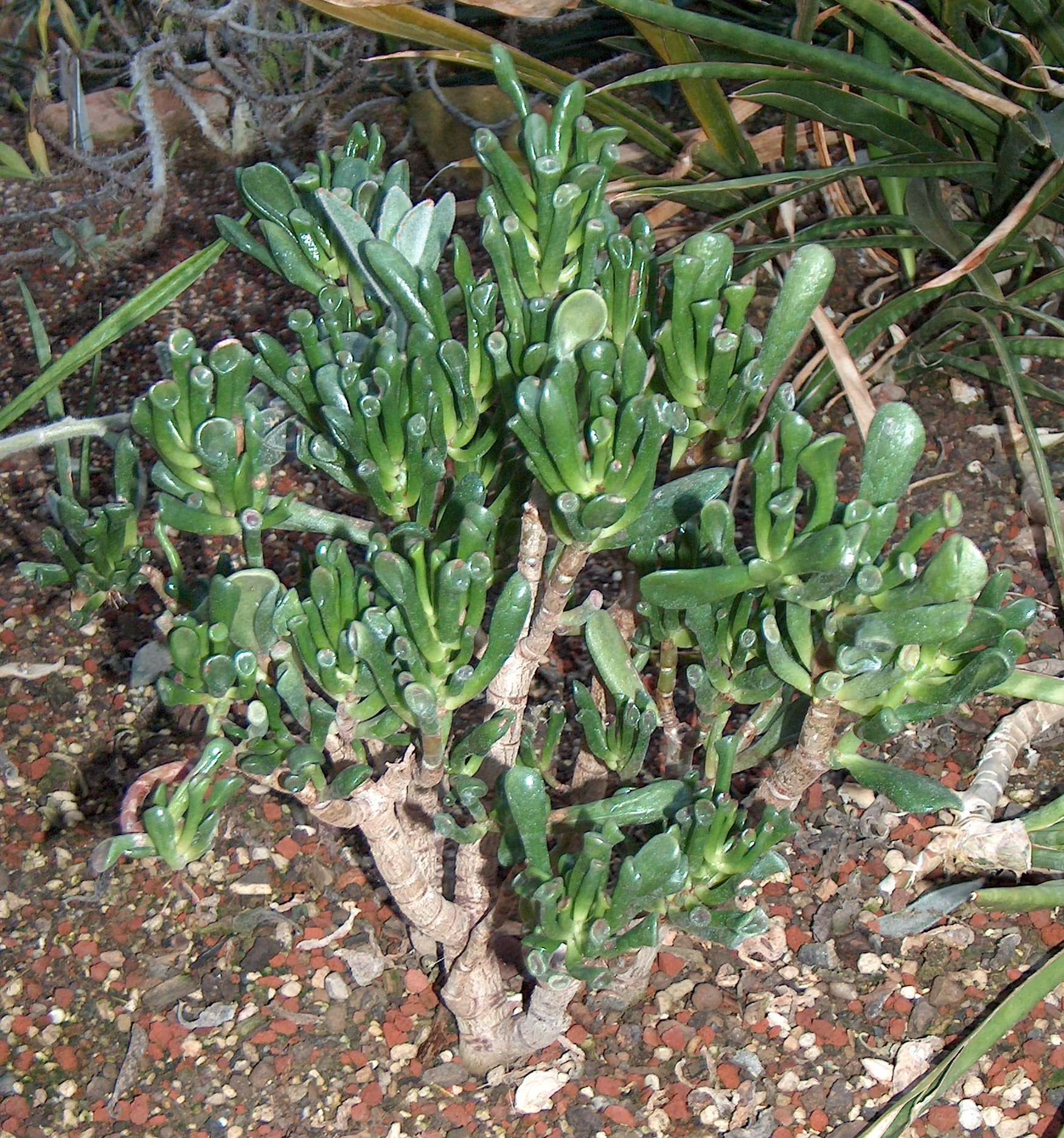
Kultywar o oryginalnym kształcie liści  'Hobbit'.
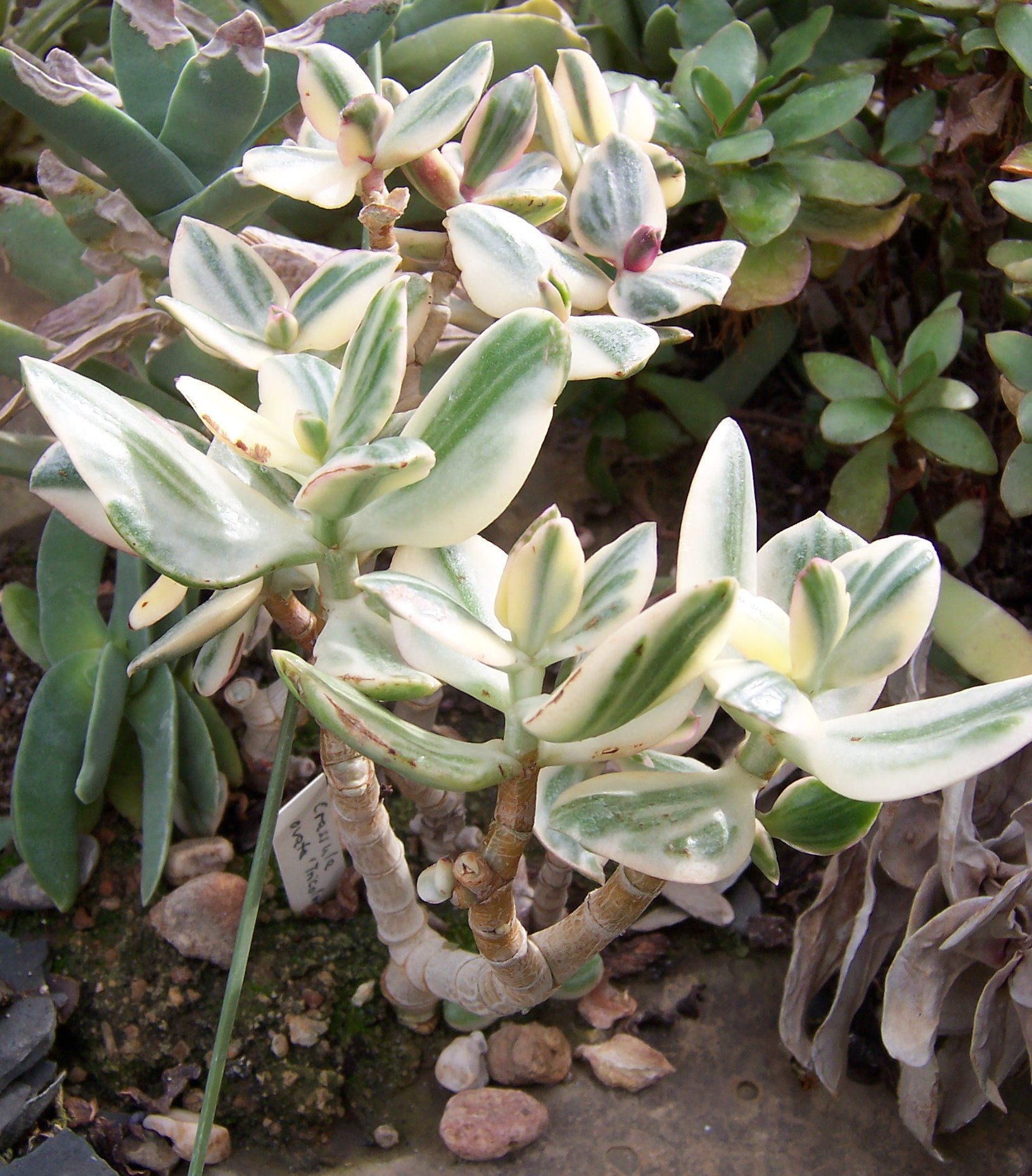
Kultywar o liściach barwnych  'Tricolor'.